# Beechcraft
Beechcraft Corporation je ameriški proizvajalec vojaških, poslovnih in športnih letal. Je del skupine Textron Aviation. Nekoč del Raytheona, v  letih 2006-2013 znano kot Hawker Beechcraft. Beechchraft velja za vrhunec razreda športnih letal in dvomotorcev zaradi najkvalitetnejše izdelave in odličnih materialov na pram drugim proizvajalcem. Skozi večji del sredine in do konca 20. stoletja je Beechcraft veljal za enega od "velikih treh" na področju proizvodnje splošnega letalstva, skupaj s Cessno in Piperjem.  Ameriška vojska uporablja za svojega osnovnega trenažerja ravno Beechcraft T-6 Texan II. 
Podjetje Beech Aircraft Company je ustanovil Walter Beech v Kansasu leta 1932. Leta 1932 so s Ted A. Wellsom zgradili prvo letalo Model 17 Staggerwing z uvlačljivim podvozje. Najpopularnejši vojaški trenažerji Beechcrafta so bili: enomotorni Beechcraft T-34 Mentor in dvomotorni Beechcraft Model 18 "Twin Beech".
Družba je najbolj znana po svojih letalih: Beechcraft Bonanza in Beechcraft Baron ter Beechcraft King Air.

## Izdelki

### Civilna letala
- Beechcraft Model 16 enomotorno, povsem kovinsko letalo

- Beechcraft Model 17 Staggerwing dvokrilnik z zvedastim motorjem

- Beechcraft Model 18 Twin Beech dvomotorno povsem kovinsko letalo

- Beechcraft Model 19 Sport enomotorno povsem kovinsko šolsko letalo

- Beechcraft Model 23 Musketeer in Sundowner, enomotorno povsem kovinsko šolsko letalo

- Beechcraft Model 24 Sierra

- Beechcraft Model 34 Twin-Quad prototipno majhno potniško letalo

- Model 33 Debonair  razvit iz Bonanze

- Model 35 Bonanza enomotorno visokosospobno športno letalo, V-rep

- Model 36 Bonanza konvencionalen rep

- Model 39P Lightning eksperimentalno turbopropelersko letalo

- Beechcraft Model 40 dvomotorna Bonanza

- Model 45 Bonanza

- Model 50 Twin Bonanza dvomotorno letalo, kljub imenu ni povezana z Bonanzo

- Models 55, 56 in 58 Baron dvomotorno letalo

- Model 60 Duke  dvomotorno propelersko poslovno letao

- Models 65, 70, 80 in 88 Queen Air dvomotorno letalo, razvito iz Model 50 Twin Bonanza

- Model 76 Duchess dvomotorna verzija Musketeerja

- Model 77 Skipper šolsko letalo

- Models 90 in 100 King Air dvomotorno turbopropelersko letalo razvito iz Queen Air

- Models 200 in 300 (Super) King Air Izboljšan King Air

- Model 95 Travel Air dvomotorna verzija Modela 33 Bonanza

- Model 99 Airliner majhno dvomotorno turbopropelersko potniško letalo razvito iz Queen Air

- Model 390 Premier dvomotorno reaktivno poslovno letalo

- Model 400 Beechjet dvomotorno reaktivno poslovno letalo

- Model 1900 Airliner dvomotorno turbopropelersko potniško letao

- Model 2000 Starship Prototipno turbopropelersko poslovno letalo s kanardi in propelerji v konfiguraciji potisnik

### Vojaška letala
- Beechcraft UC-43 Traveler
- Beechcraft AT-7 Navigator/C-45/UC-45/CT-128 Expeditor
- Beechcraft AT-11 Kansan
- Beechcraft CT-134 Musketeer
- Beechcraft AT-10 Wichita
- Beechcraft XA-38 Grizzly
- Beechcraft T-34 Mentor & T-34C Turbine Mentor
- Beechcraft XT-36
- Beechcraft L-23 Seminole
- Beechcraft T-42 Cochise
- Beechcraft Model 73 Jet Mentor
- Beechcraft King Air
- Beechcraft C-12 Huron
- Beechcraft T-1A Jayhawk
- Beechcraft T-6 Texan II

### Drugo
- Beechcraft Plainsman - prototipni avtomobil
- Beechcraft AQM-37 Jayhawk - dron z raketnim motorjem
- Beechcraft MQM-61A Cardinal - dron z batnim motorjem
- Beechcraft MQM-107 Streaker - dron